# 화암중학교
화암중학교(花岩中學校)는 대한민국 울산광역시 동구 방어동에 있는 공립 중학교이다.

## 학교 연혁
- 2003년 1월 15일 : 화암중학교 24학급 설립인가
- 2003년 3월 1일 : 개교
- 2006년 2월 12일 : 제1회 졸업식(293명 졸업)
- 2023년 1월 6일 : 제18회 졸업식(233명 졸업, 총 4,344명)
- 2023년 3월 2일 : 입학(220명)
- 2023년 9월 1일 : 제11대 김성보 교장 부임

## 참고 자료
- 화암중학교 - 한국교육학술정보원 학교알리미